# Drmanovići
Drmanovići (cyr. Дрмановићи) – wieś w Serbii, w okręgu zlatiborskim, w gminie Nova Varoš. W 2011 roku liczyła 364 mieszkańców.